# Hyposoter annulipes
Hyposoter annulipes är en stekelart som först beskrevs av Cresson 1864.  Hyposoter annulipes ingår i släktet Hyposoter och familjen brokparasitsteklar. Inga underarter finns listade i Catalogue of Life.